# Sự kiện Ejima - Ikushima
Sự kiện Ejima - Ikushima (kanji: 絵島生島事件, Hiragana: えじま いくしまじけん, roman-ji: Ejima Ikushima jiken) là một vụ bê bối nổi tiếng diễn ra trong hậu cung Mạc phủ dưới thời Edo trong lịch sử Nhật Bản.

## Diễn biến
Vào ngày 12 tháng 1 năm thứ 4 niên hiệu Chánh Đức (Tây lịch 26 tháng 2 năm 1714), Nhật Bản trong thời đại Edo, khi mà Hoàng đế chỉ tồn tại trên danh nghĩa, mọi thực quyền đều nằm trong tay Chinh Di Đại tướng quân của dòng họ Tokugawa ở Edo (Tokyo của ngày hôm nay). Đó là năm thứ hai kể từ sau khi vị tướng quân đời thứ 7 của gia tộc Tokugawa là Tokugawa Ietsugu (德川家繼, Đức Xuyên Gia Tế) lên nắm quyền; quan Chưởng quản hậu cung (御年寄, Ngự niên ký) Ejima (絵島, Hội Đảo, 1681 - 24 tháng 5 năm 1741) được lệnh từ sinh mẫu Tướng quân là Gekkō-in (月光院, Nguyệt Quang viện) đến viếng mộ cho vị tướng quân quá cố Tokugawa Ienobu (德川家宣, Đức Xuyên Gia Tuyên), tức là phu quân của Gekkō-in. Trên đường đi viếng mộ trở về, Ejima nhận lời mời đến dự buổi diễn kabuki của nghệ nhân nổi tiếng lúc đó là Ikushima Shingorō (生島新五郎, Sinh Đảo Tân Ngũ Lang, 1671 - 30 tháng 1 năm 1743) tại Yamamura-za. Sau buổi diễn, Ejima mời Ikushima và những diễn viên khác đến một buổi tiệc trà.
Cả nhóm dự tiệc với nhau khá vui vẻ mà quên mất thời gian, đến khi Ejima trở về thì đã quá giờ giới nghiêm, cánh cửa hậu cung đã đóng. Ejima cố gắng đi từ cổng này sang cổng khác để tìm cách vào thành, việc này nhanh chóng bị cả Tướng phủ phát giác, hai người bị khép vào tội tư thông. Và vụ việc Ejima trở thành đối tượng chính trong cuộc tranh giành quyền lực của Gekkō-in với chánh thất của Tiên Tướng quân là Ten'ei-in (天英院, Thiên Anh viện), mà việc ghen tuông giữa hai người phụ nữ này lại là một phần của cuộc tranh đấu lớn hơn trong Mạc phủ giữa hai phe; một dẫn đầu bởi Arai Hakuseki và Manabe Akifusa, những vị cận thần được tín nhiệm dưới thời Ienobu và Ietsugu; phe còn lại gồm các fudai daimyō và rōjū có uy vọng từ thời Tướng quân đời thứ 5 Tokugawa Tsunayoshi.
Ten'ei-in nắm lấy cơ hội đề nghị mở một cuộc điều tra toàn diện khắp cả hậu cung. Kết quả là nhiều hành vi tương tự của các cung nhân bị phát hiện, liên đới đến 1300 người. Ejima bị kết án tử hình, nhưng nhờ Gekkō-in cầu xin cho mà được giảm án thành quản thúc trọn đời ở tỉnh Takotõ, trong khi anh trai bà bị buộc phải chết bằng hình phạt seppuku. Ikushima bị đày đến đảo Miyake và Yamamura-za bị giải tán. Các nhà hát kịch xung quanh hậu cung cũng phải bị di dời đến Asakura nằm cách xa thành Edo.
Chung cuộc vụ việc này đã giúp Ten'ei-in đánh bại đối thủ Gekkō-in. Năm sau (1715), Tướng quân Ietsugu chết yểu không người nối dõi, Ten'ei-in đứng ra ủng hộ daimiyo tỉnh Kii là Tokugawa Yoshimune (徳川吉宗, Đức Xuyên Cát Tông) lên làm Tướng quân đời thứ 8.
Ở bên ngoài xã hội, vụ việc này cũng tác động đến sự phát triển của thể loại nghệ thuật vẽ tranh Ukiyo-e, khi đó đang được phát triển bởi một bậc thầy là Kaigetsudō Ando, tên thật là Okazawa Genshichi. Ông bị kết tội liên đới và bị đày đi Oshima và phải chấm dứt sự nghiệp hội họa của mình.

## Trong văn hóa đại chúng
Mối tình Ejima - Ikushima trở thành chủ đề của nhiều vở kịch kabuki. Nhiều bộ phim điện ảnh và truyền hình của Nhật Bản cũng có nội dung về sự vụ này, như Oh! Oku năm 2006 với Yukie Nakama đóng vai Ejima và Hidetoshi Nishijima vào vai Ikushima Shingorõ. Loạt phim năm 1971 với Ineko Arima trong vai Ejima, and diễn viên kabuki Takao Kataoka (Kataoka Nizaemon XV) vào vai Ikushima.